# Pristimantis aureoventris
Pristimantis aureoventris là một loài động vật lưỡng cư trong họ Strabomantidae, thuộc bộ Anura. Loài này được Kok, Means, & Bossuyt mô tả khoa học đầu tiên năm 2011.